# ジークムント・フォン・ハウゼッガー

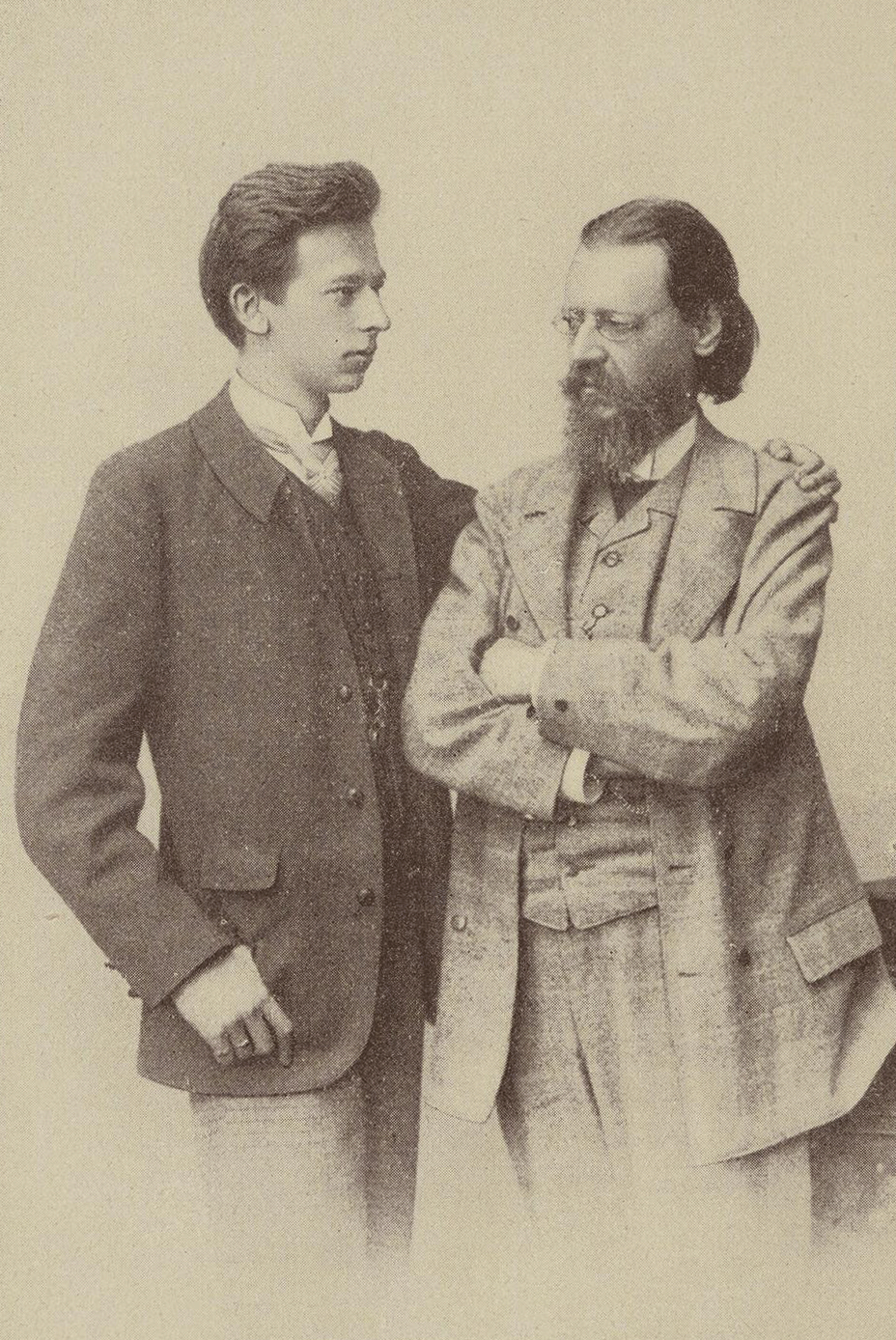
ジークムント（左）と父フリードリヒ（右）

ジークムント・フォン・ハウゼッガー（Siegmund von Hausegger, 1872年8月16日 - 1948年10月10日）は、グラーツに生まれ、ドイツ・ミュンヘンに没したオーストリアの作曲家、指揮者。

## 略歴

### 作曲家として
当初、ハウゼッガーは、リヒャルト・シュトラウス、グスタフ・マーラーに次ぐ作曲家として賞賛されるが、彼の濃密なポスト・ワグネリアンの作曲スタイルは第一次大戦後急速に時代遅れとなり、やがて忘れ去られた。しかしながら、彼の残した《自然交響曲 Natursymphonie》は近年アリ・ラシライネンの指揮によるレコーディングが発売され、高い評価を受けている。

### 指揮者として
アントン・ブルックナーの交響曲第9番原典版の初演者、またはその普及者として知られる。オーストリア、ドイツ、イギリスで指揮を執り、ミュンヘン・フィルハーモニー管弦楽団首席指揮者、ミュンヘン音楽・演劇大学学長、全ドイツ音楽協会会長などを歴任した。

## 家族
妻のヘルタの父親は作曲家のアレクサンダー・リッターで、母親はリヒャルト・ワーグナーの姪のフランツィスカ・ワーグナー。